# Saint-Léon-de-Standon
| Saint-Léon-de-Standon                              |                        |
| Église Saint-Léon de Saint-Léon-de-Standon - 1.jpg |                        |
| Coordenadas: 46º29'N, 70º37'W                      |                        |
| Província                                          | Quebec                 |
| Região administrativa                              | Chaudière-Appalaches   |
| Incorporado em                                     | 1 de janeiro de 1874   |
| Prefeito                                           | Bernard Morin          |
| Código postal                                      | 19020                  |
|                                                    |                        |
| Área                                               |                        |
| - Cidade                                           | 136,9 km², 54,7 mi²    |
| Fuso horário                                       | UTC -5                 |
| População (2006)                                   |                        |
| - Cidade                                           | 1.292                  |
| - Densidade                                        | 10 hab/km², 65 hab/mi² |
| Website: www.stleondestandon.qc.ca/                |                        |

Saint-Léon-de-Standon é uma municipalidade canadense do conselho municipal regional de Bellechasse, Quebec, localizada na região administrativa de Chaudière-Appalaches. Em sua área de pouco mais de 136 km2, habitam cerca de 1 200 pessoas. É denominado em honra do Papa Leão I, o Grande e do padre Louis-François-Léon Rousseau.